# Сметанкин, Евгений Александрович
Евгений Александрович Сметанкин (род. 16 июня 1935) — российский политический деятель, депутат Государственной думы второго созыва

## Биография
Образование — среднее специальное; перед избранием в Государственную Думу работал машинистом тепловоза Локомотивного депо Краснодарского отделения Северо-Кавказской железной дороги (г. Краснодар)
Депутат Государственной Думы Федерального Собрания РФ второго созыва (1995—1999), был членом фракции КПРФ, членом Комитета по регламенту и организации работы Государственной Думы.